# سيوبهان هيوليت
سيوبهان هيوليت (بالإنجليزية: Siobhan Hewlett)‏ هي ممثلة بريطانية، ولدت في 15 أبريل 1983 بلندن في المملكة المتحدة.

## أعمال

### أفلام
- (2009) الفزع
- (2013) طائر الطنان

## وصلات خارجية
- سيوبهان هيوليت على موقع IMDb (الإنجليزية)
- سيوبهان هيوليت على موقع ألو سيني (الفرنسية)
- سيوبهان هيوليت على موقع أول موفي (الإنجليزية)
- سيوبهان هيوليت على موقع قاعدة بيانات الأفلام السويدية (السويدية)
- سيوبهان هيوليت على موقع قاعدة بيانات الفيلم (الإنجليزية)
- سيوبهان هيوليت على موقع كينوبويسك (الروسية)